# سییا موراکامی
سییا موراکامی (ژاپنی: 村上 聖弥؛ زادهٔ ۲۵ دسامبر ۱۹۹۰) یک بازیکن فوتبال اهل ژاپن است.
از باشگاه‌هایی که در آن بازی کرده‌است می‌توان به باشگاه فوتبال ونریر هاچینوهه اشاره کرد.